# Bill James
Bill James, pseudonimo di Allan James Tucker (Cardiff, 15 agosto 1929 – 17 giugno 2023), è stato uno scrittore gallese.
Ha lavorato in passato come reporter per il Daily Mirror e altre testate giornalistiche inglesi. È sposato, ha quattro figli e vive nel Galles del sud.
Altri pseudonimi usati: David Craig e Judith Jones. 
Bill James è famoso per aver scritto la serie di polizieschi che hanno come protagonisti i poliziotti Colin Harpur e Desmond Iles. La saga di Harpur e Iles è ambientata in una cittadina della costa meridionale britannica e annovera oggi 28 romanzi creati dal 1986 al 2011.
Bill James per più di 20 anni è stato un maestro del romanzo poliziesco, uno scrittore che si è guadagnato un riconoscimento mondiale, così come un reporter sorprendentemente pungente del mondo moderno.

## Opere

### Opere pubblicate in Italia
I suoi romanzi sono stati pubblicati da Sellerio Editore nella sua collana più famosa, La memoria

#### Romanzi della serie "Detective Colin Harpur" e "Harpur & Iles"
- Protezione, 2008 (Protection; 1988) - ISBN 88-389-2321-3;
- Confessione, 2009 (Come Clean; 1989)- ISBN 88-389-2386-8;
- Club, 2010 (Club; 1991)- ISBN 88-389-2485-6;
- Rose, rose, 2011 (Roses, Roses; 1991)- ISBN 88-389-2578-X;
- Il detective è morto, 2012 (The detective is dead; 1995)- EAN 978-88-389-2646-4
- Il mattatore, 2012 (Top Banana; 1996)- EAN 978-88-389-2766-9
- Arriva Natale eccetera eccetera, 2013 (Christmas etc. is coming, 2013) - nella raccolta Regalo di Natale EAN 978-88-389-3121-5
- Un taglio radicale, 2015 (Eton Crop; 1999) - EAN 978-88-389-3382-0
- Uccidimi, 2017 (Kill Me; 2000) - ISBN 88-389-3611-0

#### Romanzi della serie "Sally Bithron"
- Tip Top, 2013 (Tip Top; 2005)- EAN 978-88-389-3084-3

### Opere in lingua originale

#### Scritti come Bill James

##### Romanzi della serie "Detective Colin Harpur" e "Harpur & Iles"
- You'd Better Believe It, 1991;
- The Lolita Man, 1991 (1986);
- Halo Parade, 1991 (1987);
- Protection (uscito anche come Harpur & Iles), 1992 (1988);
- Come Clean, 1993;
- Take, 1994;
- Club, 1995;
- Astride a Grave, 1996;
- Gospel, 1997;
- Roses, Roses, 1998;
- In Good Hands, 2000;
- The Detective is Dead, 2001 (1995);
- Top Banana, 1996;
- Panicking Ralph, 2001;
- Lovely Mover, 1999;
- Eton Crop, 1999;
- Kill Me, 2000;
- Pay Days, 2001;
- Naked at the Window, 2002;
- The Girl with the Long Back, 2004 (2003);
- Easy Streets, 2005 (2004);
- Wolves of Memory, 2006;
- Girls, 2007 (2006);
- Pix, (2007);
- In the Absence of Iles, (2008);
- Hotbed', (2009);
- I Am Gold, (2010);
- Vacuum, (2011);
- Undercover, (2012)
- Play Dead, (2013)
- Disclosures, (2014)
- Blaze Away, (2015)
- First Fix Your Alibi, (2016)

##### Romanzi della serie "Simon Abelard"
- Split, 2001 (2001);
- A Man's Enemies, 2003 (2003);

##### Altri romanzi
- The Last Enemy, (1997);
- Double jeopardy (romanzo della serie Kerry Lake – vedi sotto Judith Jones), (2002);
- Middleman, 2002 (2002);
- Between Lives, (2003);
- Making Stuff Up, (2006);
- The Sixth Man and other Stories (racconti brevi, compresi racconti delle serie Harpur and Iles), (2006);
- Letters from Carthage, (2007);
- Off-street Parking, (2008);

#### Scritti come David Craig

##### Romanzi della serie "Roy Rickman"
- The Alias Man, 1968 (1968);
- Message Ends, 1969 (1969);
- Contact Lost, 1970 (1970);

##### Romanzi della serie "Bellecroix and Roath"
- Young Men May Die, 1970 (1970)
- A Walk at Night, 1971 (1971)

##### Romanzi della serie '’Brade and Jenkins"
- Forget it, (1995);
- The Tattoed Detective, (1998);
- Torch, (1999);
- Bay City, (2000);

##### Romanzi della serie "Sally Bithron"
- Hear me Talking to You, (2005);
- Tip Top, (2006);

##### Altri romanzi
- Up from the Grave, 1971 (1971);
- Double Take, 1972 (1972);
- Bolthole (US title: Knifeman), 1973 (1973);
- A Dead Liberty, 1974 (1974);
- Whose Little Girl are You? (Titolo negli USA e film: The Squeeze), 1974 (1974)
- The Albion Case, 1975 (1975);
- Faith, Hope and Death, 1976 (1976);

#### Scritti come Judith Jones

##### Romanzi della serie "Kerry Lake"
- Baby Talk, (1998);
- After Melissa, (1999);

#### Scritti come James Tucker

##### Fiction
- Equal Partners, 1960;
- The Right Hand Man, 1961;
- Burster, 1966;
- Blaze of Riot,  1979;
- The King's Friends, 1982;

##### Non-fiction
- Honourable Estates, (1966);
- The Novels of Anthony Powell, 1976 (1976);

Le date fra parentesi si riferiscono alla data in cui è stato concesso il copyright

## Premi letterari
- Nel 2004 Protezione ha ottenuto in Francia il Prix du Polar Européen come miglior poliziesco europeo.